# Lambis chiragra arthrica
Lambis chiragra arthrica (synoniem: Harpago chiragra arthrica (Röding, 1798)), is een in zee levende slakkensoort die behoort tot de familie Strombidae.

## Voorkomen en verspreiding
Lambis chiragra arthrica is een herbivoor die tot 200 mm lang kan worden en leeft in ondiep warm water op zandgronden, zeegrasvelden en zeewierweiden (sublitoraal). Deze soort komt algemeen voor vanaf de oostkust van Afrika en Zuidoost-Azië (Indo- Pacifische provincie).